# Thomas Lamparter
Thomas Lamparter (ur. 9 czerwca 1978 w Bernie) – szwajcarski bobsleista, brązowy medalista olimpijski oraz dwukrotny medalista mistrzostw świata.

## Kariera
Pierwszy sukces w karierze osiągnął w 2006 roku, kiedy wspólnie z Martinem Annenem, Beatem Heftim i Cédrikiem Grandem zdobył brązowy medal w czwórkach podczas igrzysk olimpijskich w Turynie. Na rozgrywanych rok później mistrzostwach świata w Sankt Moritz Szwajcarzy w składzie: Ivo Rüegg, Thomas Lamparter, Beat Hefti i Cédric Grand zwyciężyli w tej samej konkurencji. W 2013 roku w parze z Heftim zdobył srebrny medal w dwójkach na mistrzostwach świata w Sankt Moritz. Lamparter był również szósty w czwórkach na igrzyskach w Vancouver w 2010 roku i ósmy w tej samej konkurencji podczas rozgrywanych cztery lata później igrzysk olimpijskich w Soczi.